# Katolická církev v Rakousku
Římskokatolická církev v Rakousku je největší organizovanou náboženskou skupinou Rakouska, hlásí se k ní asi 4,98 miliónů obyvatel (56,0 %)

## Struktura

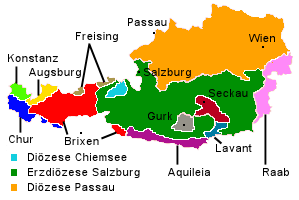
Hranice diecézí ve 13. století

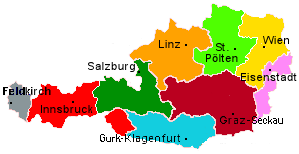
Rakouské diecéze v současnosti

Země je rozdělena na dvě církevní provincie (vídeňskou a salcburskou) složené z několika diecézí. V čele provincií formálně stojí arcibiskup-metropolita. Organizačně mimo provincie stojí Ordinariát pro věřící východního ritu v Rakousku, územní opatství Wettingen-Mehrerau a vojenský ordinariát Rakouska - podřízené přímo Svatému stolci.
- Arcidiecéze vídeňská se sufragánními diecézemi:
  - Diecéze eisenstadtská
  - Diecéce linecká
  - Diecéze St. Pölten

- Arcidiecéze salcburská se sufragánními diecézemi:
  - Diecéze Graz-Seckau
  - Diecéze Gurk-Klagenfurt
  - Diecéze feldkirchská
  - Diecéze innsbrucká

- územní opatství Wettingen-Mehrerau

- Rakouský vojenský ordinariát
- Ordinariát pro věřící východního ritu v Rakousku

## Fotogalerie

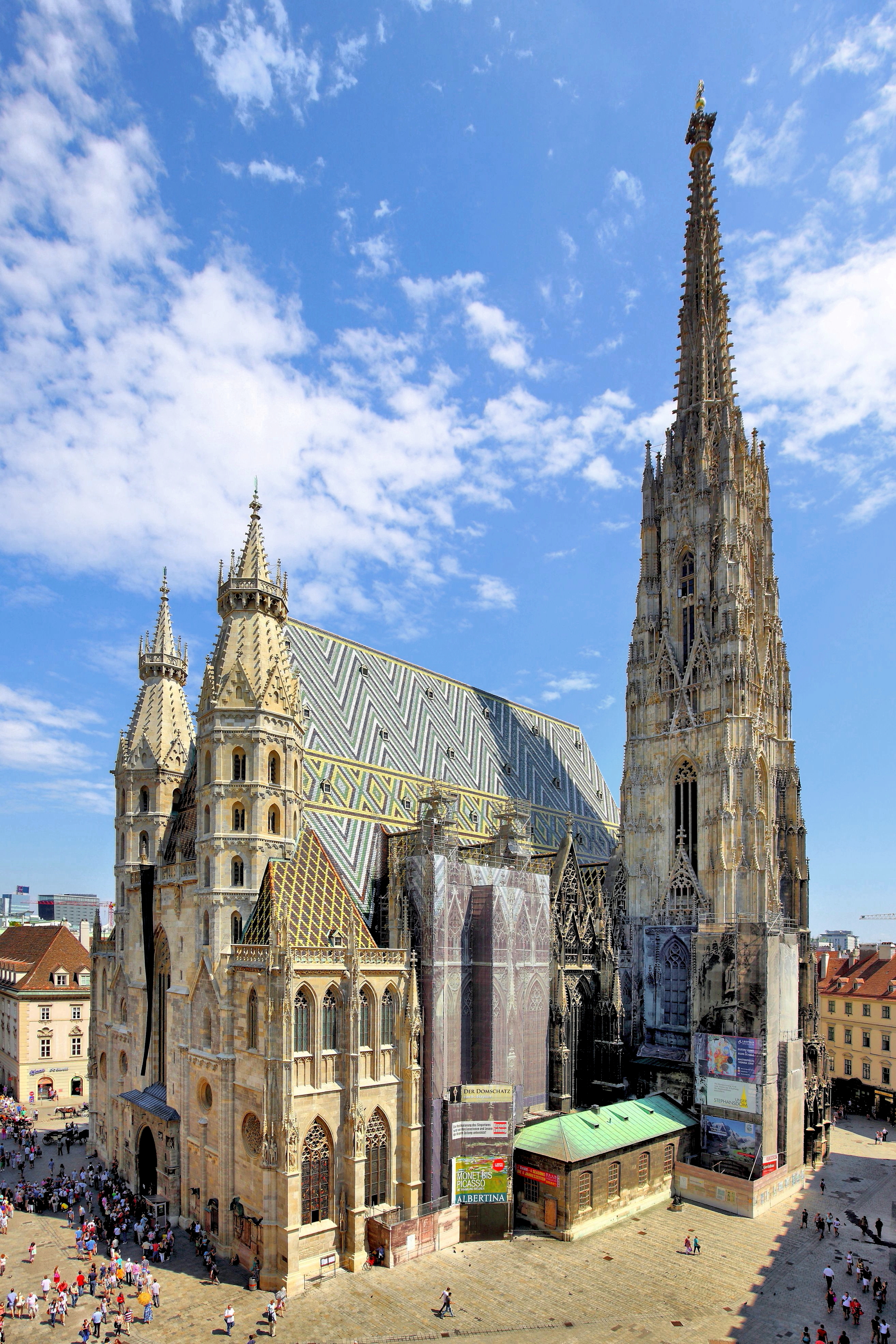
Katedrála svatého Štěpána (Vídeň) ve Vídni
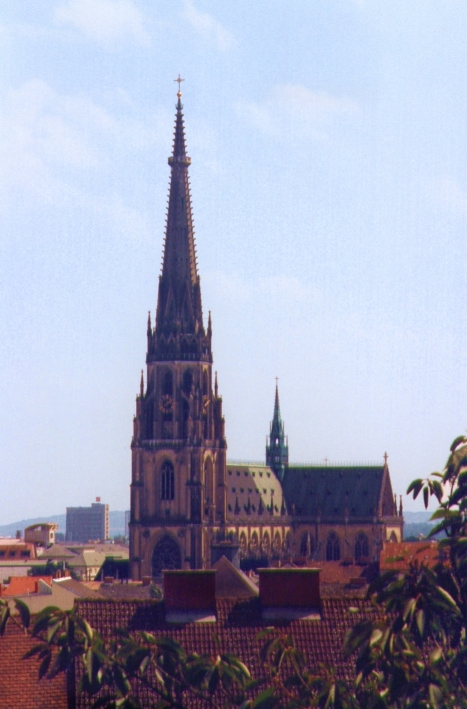
Katedrála Neposkvrněného početí Panny Marie v Linci
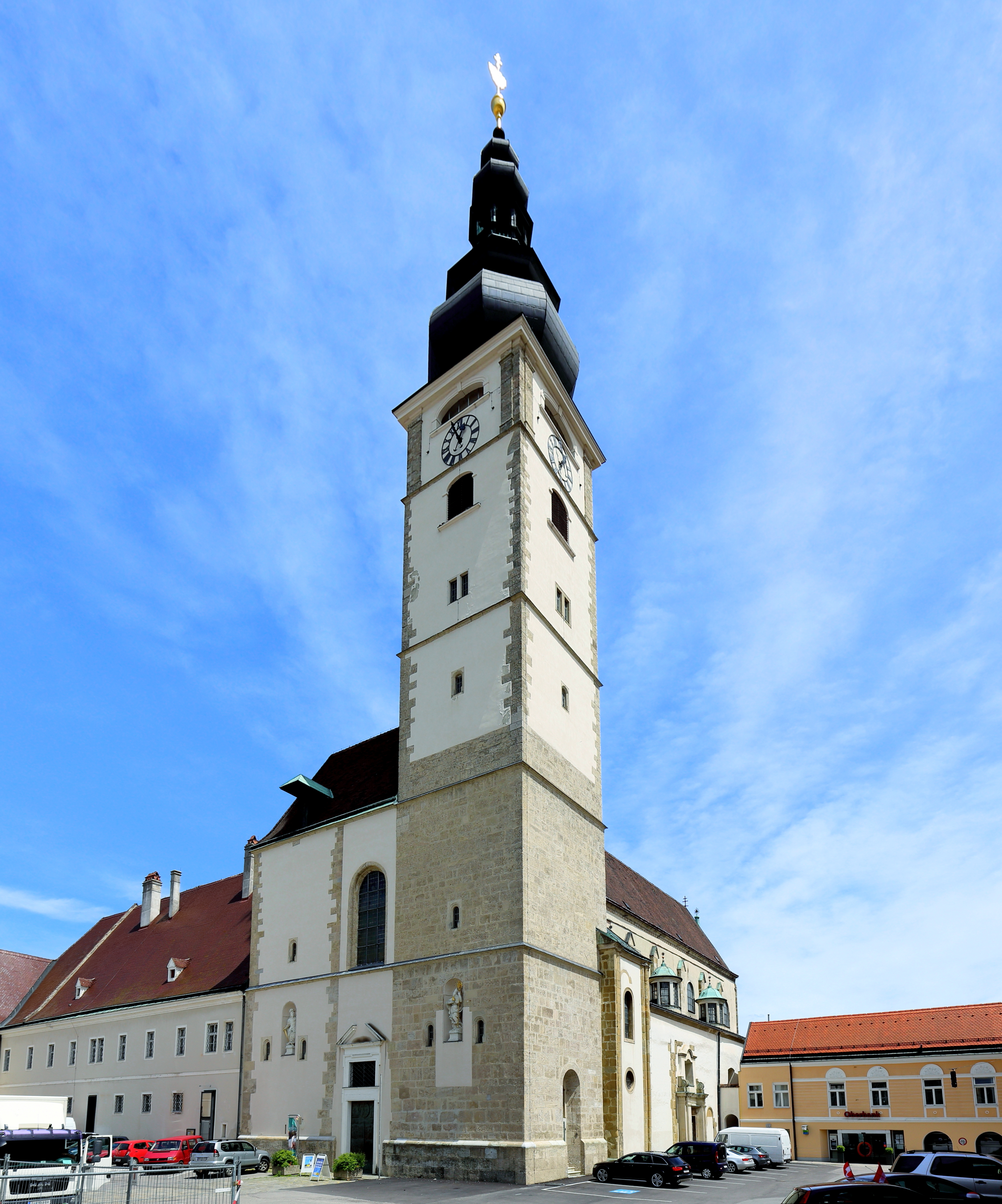
Katedrála Panny Marie v Sankt Pölten
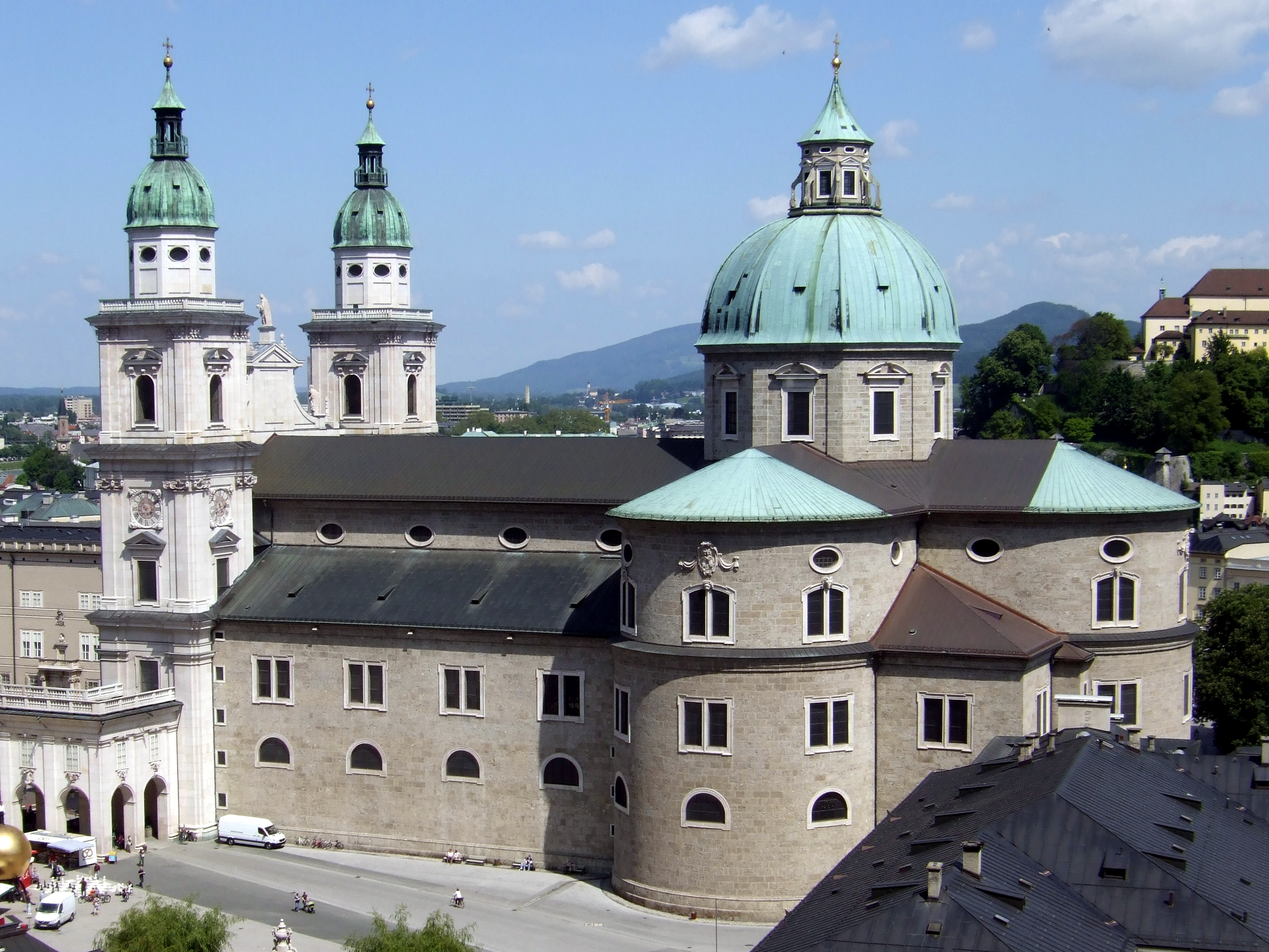
Katedrála svatého Ruperta a Virgila v Salcburku
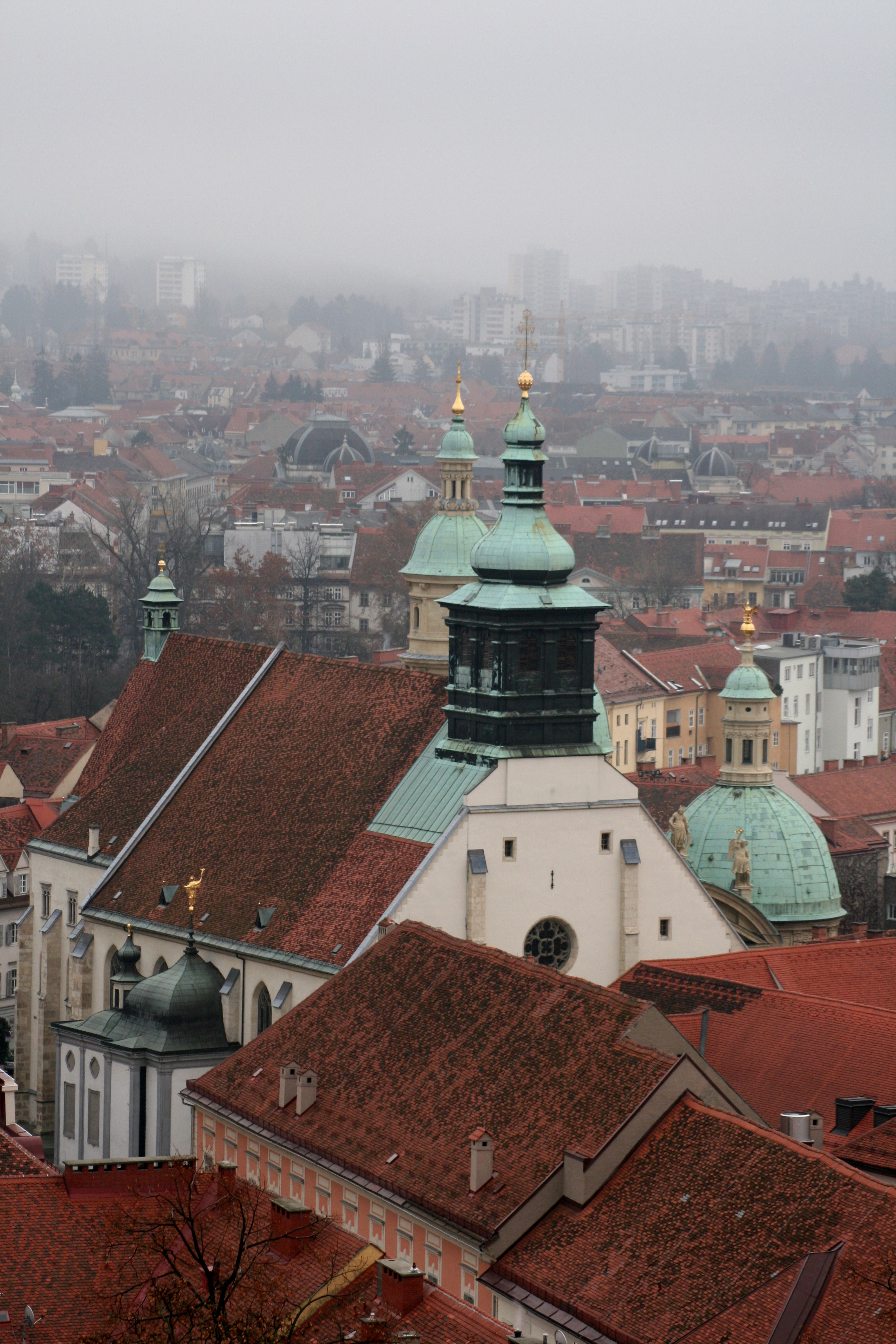
Katedrála sv. Jiljí ve Štýrském Hradci
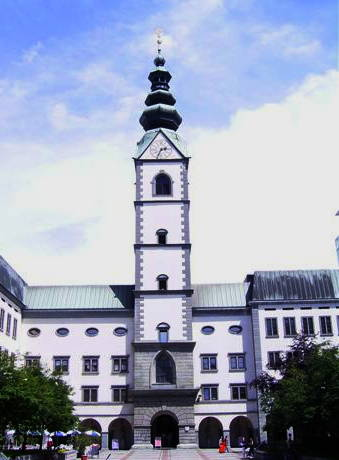
Katedrála sv. Petra a Pavla v Klagenfurtu
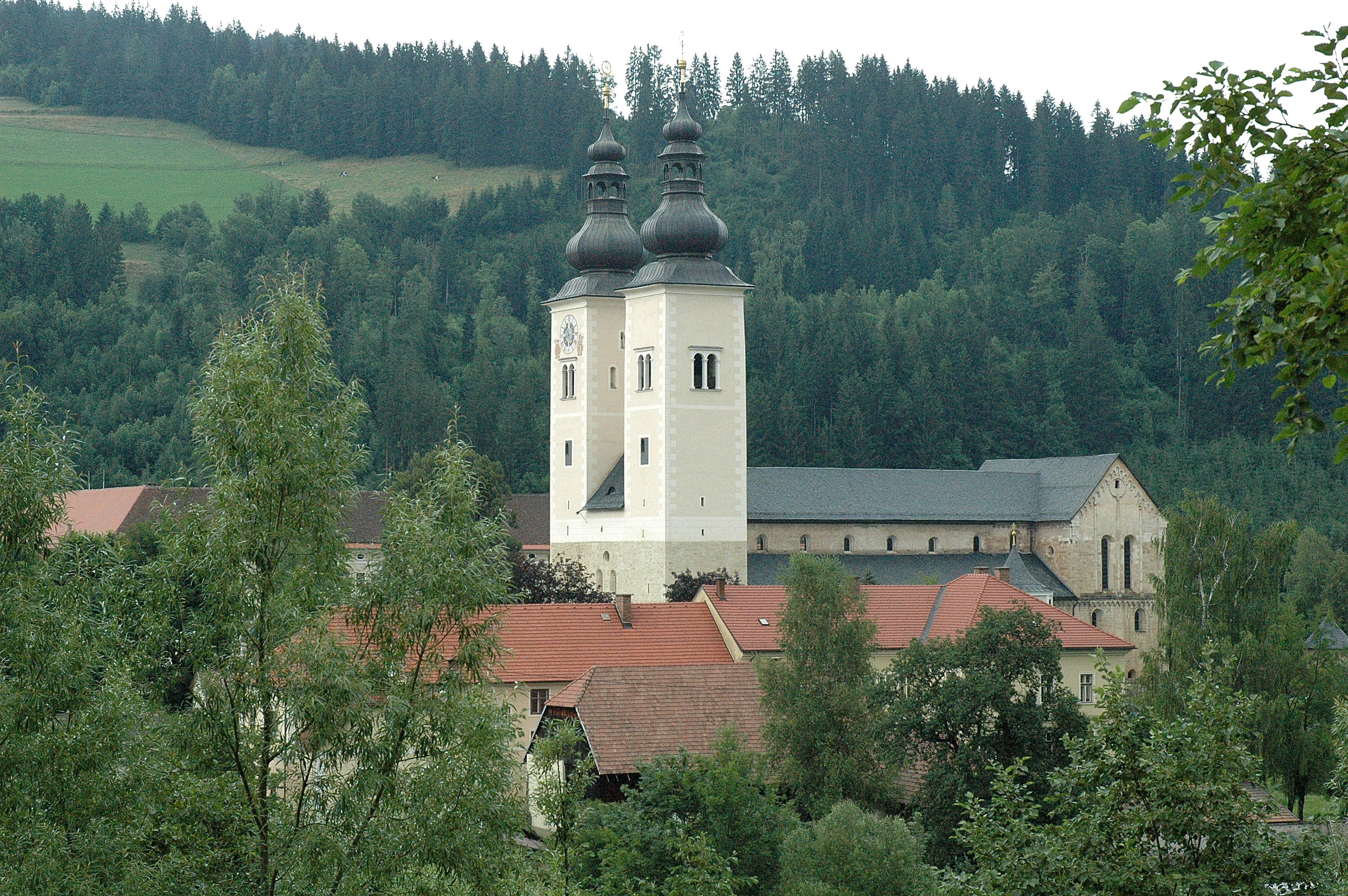
Stará katedrála Panny Marie v Gurku
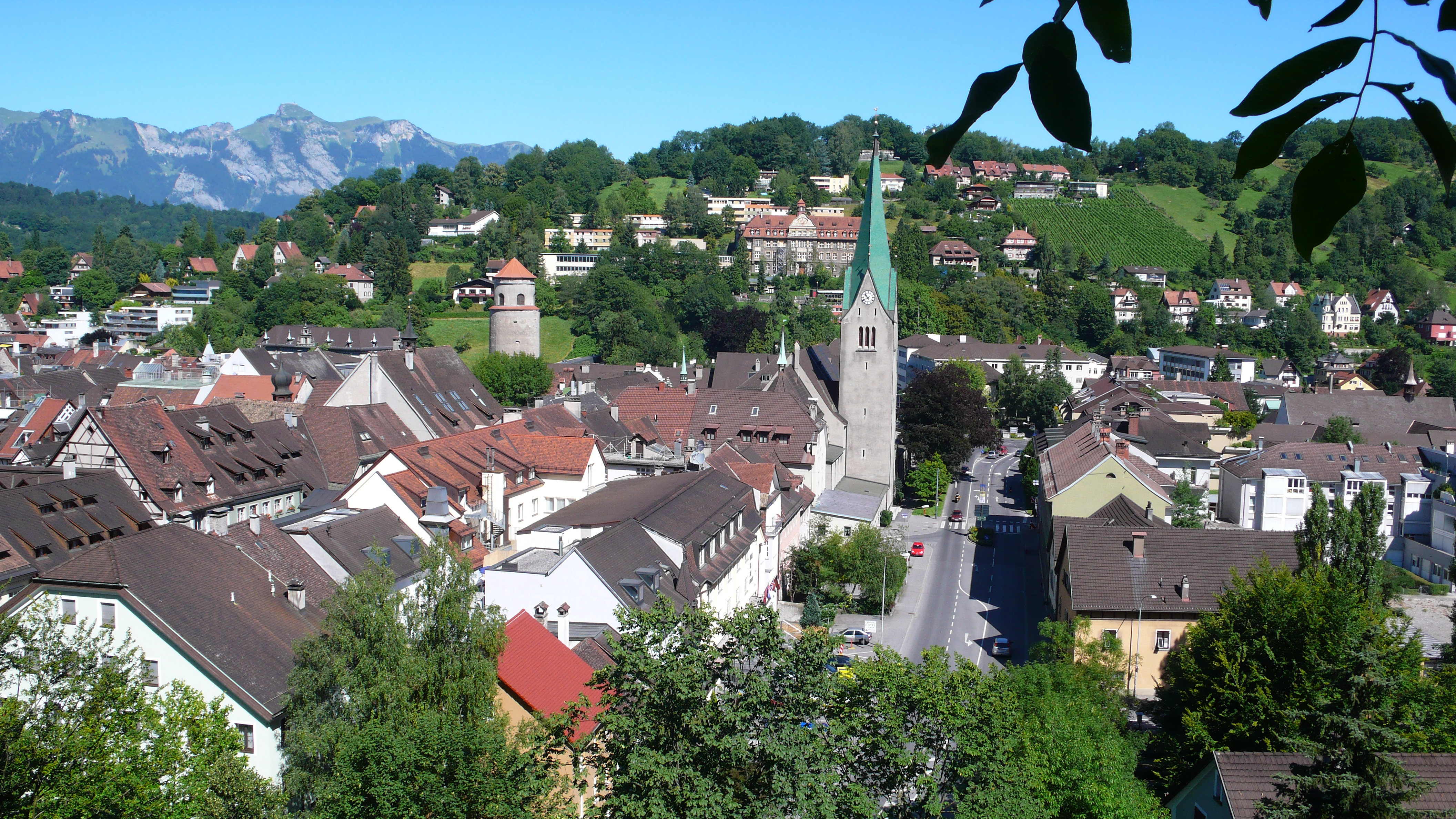
Feldkirch s katedrálou sv. Mikuláše
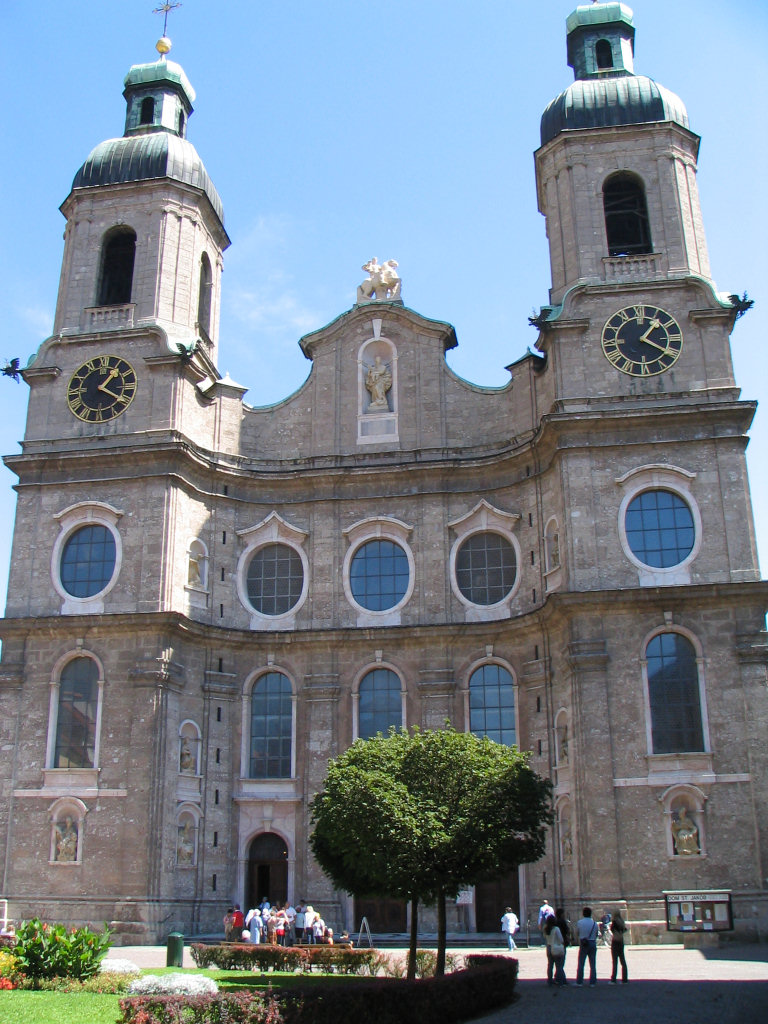
Katedrála sv. Jakuba v Innsbrucku
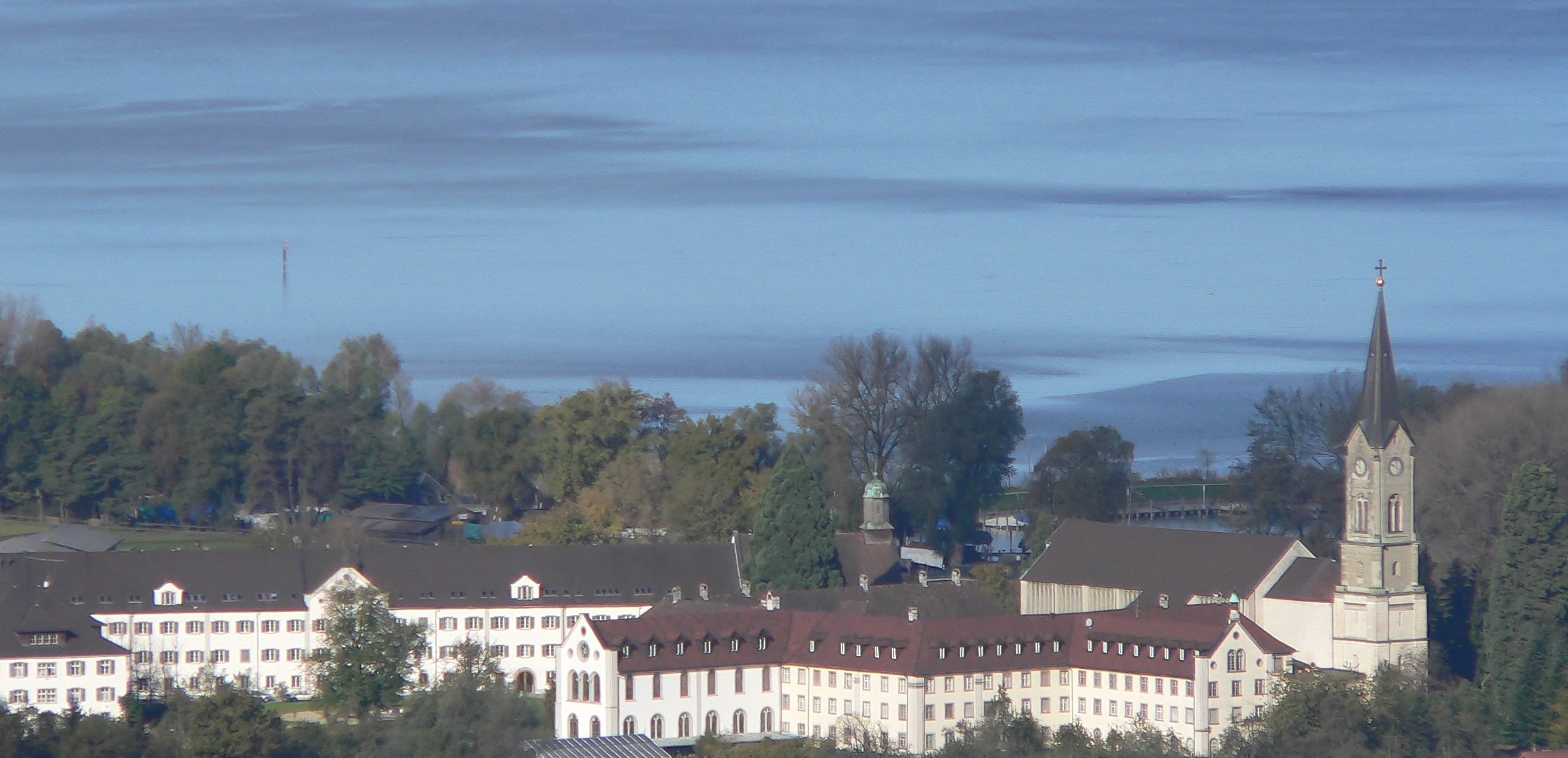
Opatství Wettingen-Mehrerau